# Jack Simpson
Jack Simpson, né le 8 janvier 1997 à Weymouth, est un footballeur anglais qui évolue au poste de défenseur à Leyton Orient.

## Biographie

### En club
Formé à l'AFC Bournemouth, Jack Simpson participe à sa première rencontre au niveau professionnel contre Middlesbrough en League Cup le 24 octobre 2017. Il se distingue en inscrivant le premier but de son équipe, qui s'impose 3-1.
Le 23 décembre suivant, il joue son premier match de Premier League en étant titularisé face à Manchester City (défaite 4-0).
Le 1er février 2021, il est prêté à Rangers.
Le 9 août 2022, il rejoint Cardiff City.
Le 29 février 2024, il rejoint Leyton Orient.

### En sélection nationale
Le 18 novembre 2018, Simpson est appelé en renfort en équipe d'Angleterre espoirs à la suite du forfait de Jake Clarke-Salter.
Deux jours plus tard, il prend part à son premier match avec les espoirs anglais lors d'un match amical contre le Danemark (victoire 1-5).

## Statistiques
| Saison                | Club                  | Championnat           | Championnat | Championnat | Coupe nationale | Coupe nationale | Coupe de la Ligue | Coupe de la Ligue | Compétition(s) continentale(s) | Compétition(s) continentale(s) | Compétition(s) continentale(s) | Total | Total |
| Saison                | Club                  | Division              | M.          | B.          | M.              | B.              | M.                | B.                | Comp.                          | M.                             | B.                             | M.    | B.    |
| 2017-2018             | AFC Bournemouth       | Premier League        | 1           | 0           | 1               | 0               | 2                 | 1                 | -                              | -                              | -                              | 4     | 1     |
| 2018-2019             | AFC Bournemouth       | Premier League        | 6           | 0           | 1               | 0               | 4                 | 0                 | -                              | -                              | -                              | 11    | 0     |
| 2019-2020             | AFC Bournemouth       | Premier League        | 4           | 0           | 2               | 0               | 2                 | 0                 | -                              | -                              | -                              | 8     | 0     |
| 2020-2021             | AFC Bournemouth       | Championship          | 9           | 0           | 1               | 0               | 2                 | 0                 | -                              | -                              | -                              | 12    | 0     |
| Sous-total            | Sous-total            | Sous-total            | 20          | 0           | 5               | 0               | 10                | 1                 | -                              | -                              | -                              | 35    | 1     |
| 2020-2021             | Rangers FC            | Scottish Premiership  | 5           | 0           | 1               | 0               | -                 | -                 | C3                             | 1                              | 0                              | 7     | 0     |
| 2021-2022             | Rangers FC            | Scottish Premiership  | 4           | 0           | 3               | 0               | -                 | -                 | -                              | -                              | -                              | 7     | 0     |
| Sous-total            | Sous-total            | Sous-total            | 9           | 0           | 4               | 0               | -                 | -                 | -                              | 1                              | 0                              | 14    | 0     |
| 2022-2023             | Cardiff City          | Championship          | 19          | 0           | 2               | 0               | -                 | -                 | -                              | -                              | -                              | 21    | 0     |
| 2023-2024             | Cardiff City          | Championship          | 1           | 0           | -               | -               | 1                 | 0                 | -                              | -                              | -                              | 2     | 0     |
| Sous-total            | Sous-total            | Sous-total            | 20          | 0           | 2               | 0               | 1                 | 0                 | -                              | -                              | -                              | 23    | 0     |
| 2023-2024             | Leyton Orient         | League One            | 5           | 0           | -               | -               | -                 | -                 | -                              | -                              | -                              | 5     | 0     |
| 2024-2025             | Leyton Orient         | League One            | 13          | 0           | 8               | 0               | 1                 | 0                 | -                              | -                              | -                              | 22    | 0     |
| Sous-total            | Sous-total            | Sous-total            | 18          | 0           | 8               | 0               | 1                 | 0                 | -                              | -                              | -                              | 27    | 0     |
| Total sur la carrière | Total sur la carrière | Total sur la carrière | 67          | 0           | 19              | 0               | 12                | 1                 | -                              | 1                              | 0                              | 99    | 1     |